# Liste de points extrêmes du Kazakhstan

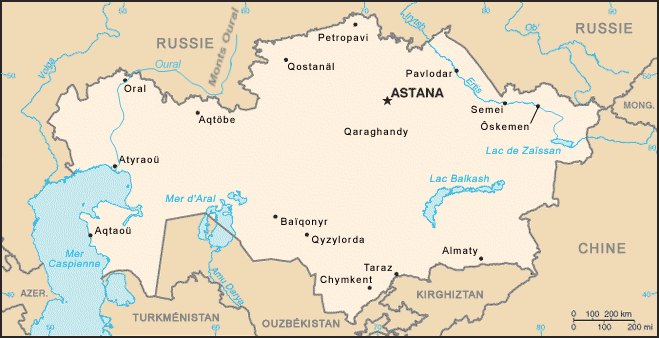
Carte du Kazakhstan

Voici une liste de points extrêmes du Kazakhstan.

## Latitude et longitude
- Nord : Красный Яр (Krasnyy Yar), Oblys du Kazakhstan-Septentrional 55° 26′ 30″ N, 68° 56′ 45″ E
- Sud : Мырзакент (Myrzakent), Oblys de Turkestan 40° 34′ 08″ N, 68° 35′ 01″ E
- Ouest : Шунгай (Shungay), Oblys du Kazakhstan-Occidental 48° 25′ 59″ N, 46° 29′ 43″ E
- Est : Аршаты (Arshaty), Oblys du Kazakhstan-Oriental 49° 13′ 52″ N, 87° 18′ 54″ E

## Altitude
- Maximale : Khan Tengri 6 995 m
- Minimale : Vpadina Kaundy, -132 m